# Софийская площадь (Пушкин)
Софи́йская площадь — площадь, расположенная в центре исторического района София города Пушкина на территории 5,9 гектара и ограниченная Гусарской, Артиллерийской, Огородной улицами и улицей Красной Звезды.

## История

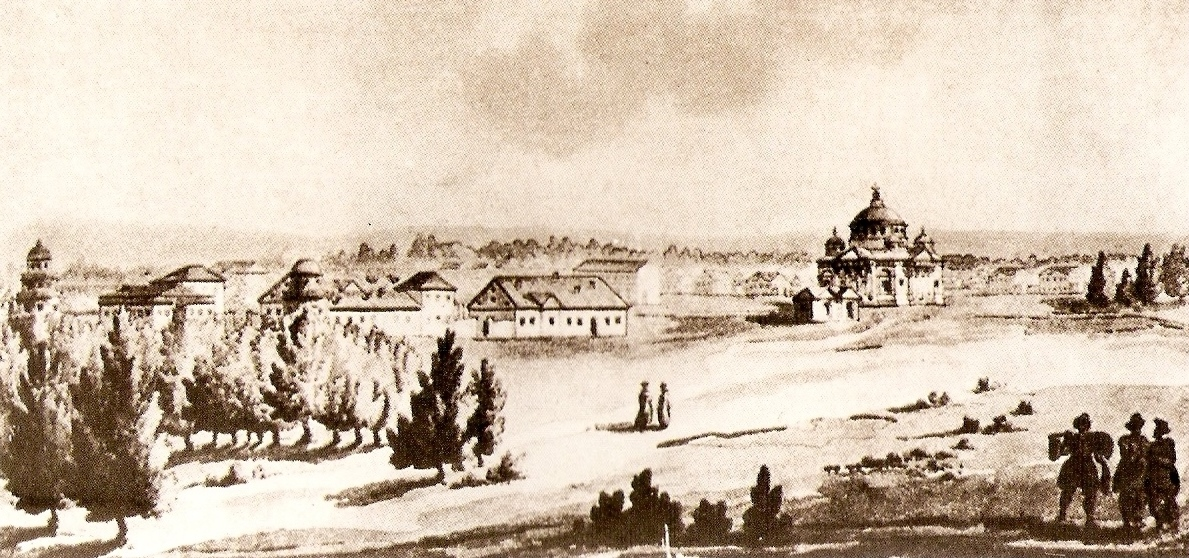
Дж. Кваренги (?). Вид на Соборную (Софийскую) площадь с северо-запада. 1790-е

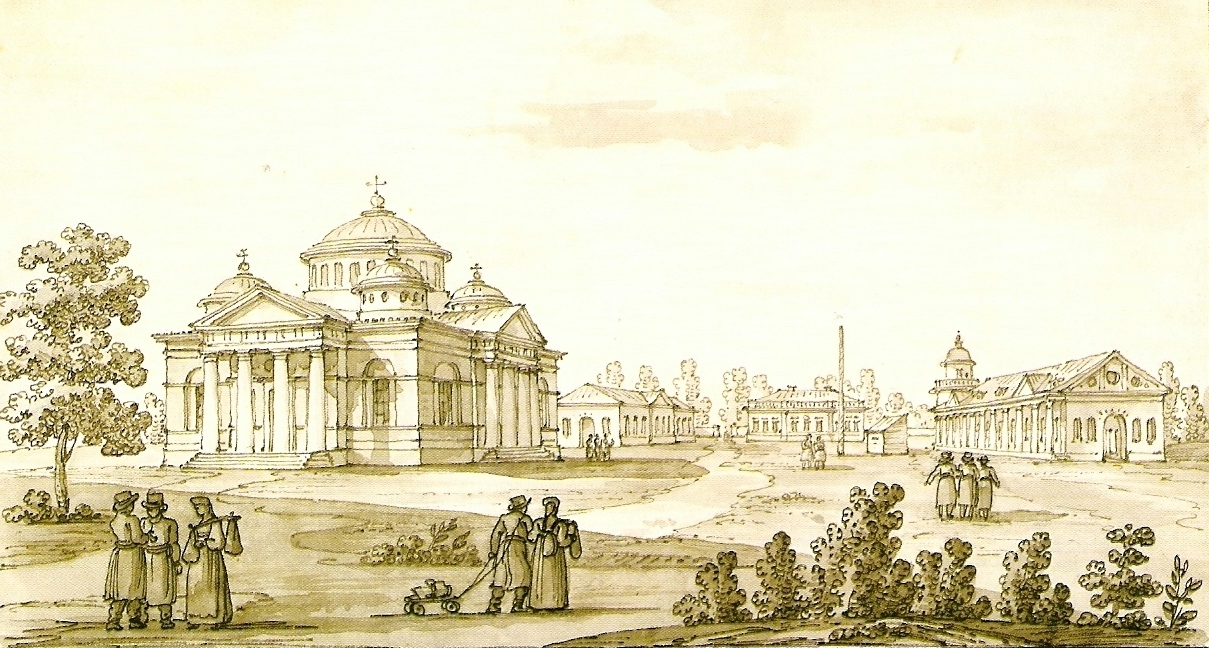
Дж. Кваренги. Вид на Соборную (Софийскую) площадь с юго-востока. 1790-е

Площадь была предусмотрена проектом планировки города Софии, основанного в 1780 году, должна была стать его главным городским пространством. В первые годы своего существования она была в два раза больше, чем в настоящее время. Северная часть площади выполняла административную и торговую функции, поскольку здесь находились Присутственные места с ратушей, а также «соляные и винные магазейны», поместившиеся зданиях Вотчинного правления и Скотного двора. В центре южной части в 1782—1788 годах был возведён Софийский собор. Под нею был проведен Софийский водовод, от которого снабжались водой четыре круглых «из дикого камня бассейна» к западу и востоку от храма. Собор окружал сквер. Границу южной части площади формировали скромные одноэтажные здания с небольшими треугольными фронтонами.
В 1830-е годы площадь, как и всё предместье София, претерпела перепланировку, уменьшившую пространство в размерах. Форма площади стала квадратной. Северная часть была отделена от южной Стесселевской улицей и передана под устройство казарм лейб-Гусарского полка. Вокруг собора была устроена круглая мощёная площадка, по краям которой высажена двухрядная аллея. От портиков проведены равные им по ширине дорожки, разделяющие площадь на четыре малых квадрата газонов, также по периметру обрамлённых деревьями. К площади были проложены ещё две улицы, ориентированные на восточный и южный фасады собора: Кирасирская и Соборная.
С западной стороны площади находился Софийский воинский плац, к югу возведены казармы Образцового пехотного полка, а к востоку — казармы лейб-гвардии кирасирского его величества полка.
В 1903—1904 годах на Софийской площади по проекту архитектора Л. Н. Бенуа была возведена соборная колокольня, построенная на средства шефа Гусарского полка императора Николая II.
После закрытия собора в 1934 году площадь использовалась 32-й механизированной бригадой в качестве учебного полигона. Юго-западная часть бывшей Софийской площади с 1960 года была занята гаражно-строительным кооперативом № 4. Оставшееся пространство было замусорено, в некоторых местах произошло заболачивание местности. Такая ситуация сохранялась до возвращения храма верующим в 1989 году.
12 сентября 1990 года был освящён установленный к северу от собора памятник святому Александру Невскому работы скульптора В. Г. Козенюка. Памятник установлен к 750-летию Невской битвы 1240 года. В 1999 году к востоку от Софийского собора был погребён протоиерей Алексий Махонин (1914—1999), служивший в храме с 1996 года. В 2003 году с юга от храма был установлен и 10 июня освящён памятный знак о лейб-гвардии Гусарском его величества полке. В том же году на месте гаражей было возведено здание Церковно-приходской школы, а периметр площади обнесён металлической оградой на каменном основании.

### История наименования площади
- 1780-е — 1830-е годы — Соборная площадь.
- 1830-е — 1920-е годы — Софийская площадь. Переименована была в связи с образованием новой площади вокруг возведённого главного городского собора.
- 1920-е годы — 24 октября 2007 года — название было утрачено.
- с 24 октября 2007 года — Софийская площадь.

## Здания и сооружения площади

Памятник Александру Невскому на прилегающей к храму территории

На территории Софийской площади расположены:
- Софийский собор (1782—1788 годы, арх. Ч. Камерон, И. Е. Старов)
- Колокольня с часовней преподобного Серафима Саровского (1903—1904 годы, арх. Л. Н. Бенуа)
- Здание церковно-приходской школы (2001—2003 годы)
- Памятник Александру Невскому (1990 год, скульптор В. Г. Козенюк)
- Памятник лейб-гвардии гусарскому его величества полку (2003 год, арх. В. Н. Филиппов, В. В. Смолин, В. Н. Головкин, Е. Е. Лаврушин, В. И. Мухин)
- Могила протоиерея Алексия Махонина (1999 год)

Все здания имеют один (и единственный) адрес Софийской площади — дом 1. В северо-восточном углу в 1980-е годы был установлен газораспределительный пункт (адрес: улица Красной Звезды, дом 36а)
По улице Красной Звезды:
- дом 39. Историческое здание манежа Образцового пехотного полка, затем — лейб-гвардии гусарского его величества полка.
- дом 41. Здание бывшего Скотного двора, затем — экзерциргауз гусарского полка с фехтовальным и гимнастическим залами (1773—1775 годы; перестроен в 1780-х годах и 1814 году; арх. В. И. Неелов, Ч. Камерон)

Здания занимает войсковая часть № 42719.
По Гусарской улице:
- дом 4. Бывшее здание манежа Царскосельского ремонта, затем — авиаремонтный цех (XIX век, сгорел в 2000 году)
- дом 6. Бывший тир Царскосельского гарнизона (1910—1911 годы, арх. С. Ю. Сидорчук; большая часть здания ликвидирована)

По линии Артиллерийской улицы:
- Софийский павильон (2014 год)
- Церковный дом (адрес: улица Огородная, дом 1; 1-я половина XX века).

По линии Огородной улицы расположены бывшие казармы лейб-гвардии кирасирского его величества полка, занимаемые впоследствии войсковой частью № 25756, затем — 228-й военной школой поваров